# جوراوار سینگ
جوراوار سینگ (انگلیسی: Jorawar Singh؛ زادهٔ ۷ ژوئیهٔ ۱۹۵۱) بازیکن بسکتبال اهل هند بود. وی در بازی‌های المپیک تابستانی ۱۹۸۰ شرکت کرده‌است.